# Henriëtte Brandsma
Henriëtte Brandsma (7 maart 1980) is een Nederlands voormalig korfballer. Ze speelde 6 seizoenen op het hoogste Nederlandse niveau korfbal, namelijk in de Korfbal League en ze speelde ook voor het Nederlands korfbalteam.

## Begin van Carrière
Brandsma begon met korfbal bij Reehorst'45 uit Ede. Hierna ging ze spelen bij het Bennekomse DVO.

## Dalto
In 2006 verruilde Brandsma van club en ging ze spelen bij Dalto uit Driebergen. Dalto stond in 2006 nog in de zaalfinale en had grote potentie om in de finale terug te keren. In het off-season van 2006 was het niet alleen Brandsma die koos voor Dalto, maar ook Jos Roseboom sloot aan, waardoor Dalto titelkandidaat werd.
Haar eerste seizoen bij Dalto was een seizoen met twee gezichten. In de zaal werd Dalto overtuigend 1e in de competitie door 31 punten te verzamelen, echter ging het mis in de play-offs. Dalto speelde tegen het als nummer 4 geplaatste DOS'46. In de best-of-3 serie won DOS'46 in 2 wedstrijden, waardoor Dalto niet in de finale stond. Uiteindelijk zou DOS'46 ook landskampioen worden. In de kleine finale speelde Dalto tegen de nummer 3, Nic. en verloor ook deze wedstrijd waardoor het helemaal geen eremetaal ontving. Op persoonlijk vlak was het wel prijs voor Brandsma, want ze kreeg de Publieksprijs uitgereikt.
In seizoen 2007-2008 strandde Dalto in de zaal weer in de play-offs en wederom tegen DOS'46. Dalto won dan wel de kleine finale waardoor het 3e van Nederland werd. Ook werd Brandsma topscoorder bij de vrouwen van Dalto. Op het veld deed de ploeg betere zaken door 1e te worden in de Hoofdklasse D. In de kruisfinales won het van het Delftse Fortuna waardoor het in de veldfinale stond. In de finale versloeg Dalto de Papendrechtse formatie van PKC met 23-18, onder andere door 3 goals van Brandsma. Zodoende was Dalto veldkampioen van 2007-2008.
In seizoen 2008-2009 werd Brandsma in de zaal voor het 2 seizoen op rij topscoorder bij de Dalto vrouwen. Dalto haalde weer de play-offs omdat het 2e was geworden. In de play-offs ging het echter mis tegen Koog Zaandijk waardoor het de finale niet haalde. In de kleine finale speelde Dalto tegen Fortuna maar verloor het met 25-22. Op het veld had Dalto ook pech. Het eindigde samen met Deetos als gedeeld 1e in de Hoofdklasse D, maar mocht geen kruisfinales spelen vanwege onderling resultaat.
Seizoen 2009-2010 was het laatste seizoen voor Brandsma bij Dalto. De ploeg werd 2e in de league en speelde wederom play-offs. Nu lukte het wel om te winnen in de play-offs en zodoende stond Brandsma eindelijk in de grote finale in Ahoy. De tegenstander, Koog Zaandijk bleek echter te sterk. Dalto verloor met een nipte 22-20 en moest genoegen nemen met het zilver. Op het veld eindigde Dalto op plek 4 in de Kampioenspoule A, waardoor het seizoen in mineur eindigde.

## DVO
In seizoen 2010-2011 maakte Brandsma haar rentree, na gestopt te zijn in 2010 vanwege haar zwangerschap. Ze speelde in het shirt van DVO in dit seizoen 3 wedstrijden. In dit seizoen kon DVO haar goed gebruiken, aangezien DVO in degradatiegevaar verkeerde. Uiteindelijk werd DVO 9e in de Korfbal League, maar degradeerde niet omdat het de play-downs won van CKV OVVO in 2 wedstrijden.
Seizoen 2011-2012 was het laatste seizoen voor Brandsma in de league. Ze speelde 4 wedstrijden in dit seizoen.

## Erelijst
- Nederlands kampioen veldkorfbal, 1x (2008)
- Publieksprijs, 1x (2007)

## Oranje
Sinds 2007 was Brandsma speelster van het Nederlands korfbalteam. Ze speelde 28 officiële interlands.